# Гомес, Андрес (футболист)
Андрес Гомес Родригес (исп. Andrés Gómez Rodríguez; род. 7 мая 2000, Коста-Рика) — коста-риканский футболист, нападающий клуба «Гуадалупе».

## Клубная карьера
Гомес — воспитанник клуба «Гуадалупе». 22 октября 2017 года в матче против столичной «Мунисипаль Либерия» он дебютировал в чемпионате Коста-Рики. 19 ноября в поединке против «Лимона» Андрес забил свой первый гол за «Гуадалупе».

## Международная карьера
В 2017 году Гомес в составе юношеской сборной Коста-Рики принял участие в юношеском чемпионате КОНКАКАФ в Панаме. На турнире он сыграл в матчах против команд Канады, Суринама, Кубы, Панамы и Мексики. В поединке против кубинцев Андрес забил гол.
В том же году Гомес принял участие в юношеском чемпионате мира в Индии. На турнире он сыграл в матчах против сборных Германии, Гвинеи и Ирана. В поединках против гвинейцев и немцев Андрес забил по голу.